# مايك مورغان (لاعب كرة قاعدة)
مايك مورغان (بالإنجليزية: Mike Morgan)‏ هو لاعب كرة قاعدة أمريكي، ولد في 8 أكتوبر 1959 في تولاري في الولايات المتحدة.

## وصلات خارجية
- مايك مورغان على موقع دوري كرة القاعدة الرئيسي (الإنجليزية)
- مايك مورغان على موقعبيزبول رفرنس.كوم (الدوري الرئيسي) (الإنجليزية)
- مايك مورغان على موقعبيزبول رفرنس.كوم (الدوري الثانوي) (الإنجليزية)
- مايك مورغان على موقع إي إس بي إن.كوم (أم.أل.بي) (الإنجليزية)
- مايك مورغان على موقع مشجعي الرسوم البيانية (الإنجليزية)